# Canottaggio ai XVII Giochi del Mediterraneo - 2 di coppia maschile
Le gare di canottaggio nella categoria 2 di coppia maschile si sono tenute tra il 21 e il 23 giugno 2013 alla Diga di Seyhan, a nord di Adana.

## Calendario
Fuso orario EET (UTC+3).
| Date      | Time  | Round    |
| --------- | ----- | -------- |
| 21 giugno | 10:00 | Batterie |
| 23 giugno | 10:00 | Finale A |

## Risultati

### Batteria 1
| Pos. | Atleta                                | Paese    | Tempo   | Note     |
| ---- | ------------------------------------- | -------- | ------- | -------- |
| 1    | Francesco Fossi Romano Battisti       | Italia   | 6:25.27 | Finale A |
| 2    | Marko Marjanović Aleksandar Filipović | Serbia   | 6:30.09 | Finale A |
| 3    | Moustafa Feyala Abdelkhalek Elbanna   | Egitto   | 6:36.97 | Finale A |
| 4    | Quentin Antognelli Mathias Raymond    | Monaco   | 6:38.98 | Finale A |
| 5    | Jure Grace Aleš Župan                 | Slovenia | 6:51.49 | Finale A |

### Finale A
| Pos. | Atleta                                | Paese    | Tempo   |
| ---- | ------------------------------------- | -------- | ------- |
|      | Francesco Fossi Romano Battisti       | Italia   | 6:20.76 |
|      | Marko Marjanović Aleksandar Filipović | Serbia   | 6:22.06 |
|      | Jure Grace Aleš Župan                 | Slovenia | 6:31.29 |
| 4    | Moustafa Feyala Abdelkhalek Elbanna   | Egitto   | 6:35.54 |
| 5    | Quentin Antognelli Mathias Raymond    | Monaco   | 6:41.22 |